# Oak Lake (Plum Creek)
Der Oak Lake (englisch für „Eichen-See“) ist ein 36 km² großer See im Südwesten der kanadischen Provinz Manitoba.

## Lage
Der Oak Lake befindet sich auf dem Gebiet der Rural Municipality of Sifton 255 km westlich der Provinzhauptstadt Winnipeg. Der See Oak Lake befindet sich 9,5 km südwestlich der Ortschaft Oak Lake und ist über eine 9 km lange nach Süden führende Nebenstraße vom Manitoba Highway 1 (Teil des Trans-Canada Highways) aus erreichbar. Am Ostufer befindet sich die Siedlung Oak Lake Beach und der Oak Lake Provincial Park.
Der etwa 426 m hoch gelegene See besitzt eine annähernd ovalförmige offene Wasserfläche und grenzt im Nordwesten an ein Feuchtgebiet. Der Pipestone Creek erreicht über einen Ableitungskanal das westliche Seeufer. Am südlichen Seeufer befindet sich der Oak Lake Dam (⊙), ein Abflusskontrollbauwerk, das den Wasserfluss zu den südlich angrenzenden Plum Lakes reguliert. Letztere bilden eine Seengruppe und ein Feuchtgebiet, das über den Plum Creek zum Souris River hin entwässert wird. Das Einzugsgebiet des Oak Lake umfasst eine Fläche von ungefähr 4810 km².

## Seefauna
Der Oak Lake ist Teil des Oak Lake Canada Goose Refuge, ein Schutzgebiet für Wildvögel.